# يو إف سي ليلة القتال: غان ضد فولكوف
يو إف سي ليلة القتال: غان ضد فولكوف (بالإنجليزية: UFC Fight Night: Gane vs. Volkov)‏ هو حدث لفنون القتال المختلطة نظمته يو إف سي، أُقيم في 26 يونيو 2021، على يو إف سي أبيكس في إنتربرايز، نيفادا، الولايات المتحدة.